# Volta Ciclista a Catalunya 1981
La Volta Ciclista a Catalunya 1981, sessantunesima edizione della corsa, si svolse in sette tappe, la seconda e l'ultima suddivise in 2 semitappe, precedute da un prologo, dal 3 al 10 settembre 1981, per un percorso totale di 1254,5 km, con partenza da Castell-Platja d'Aro e arrivo a Manresa. La vittoria fu appannaggio dello spagnolo Faustino Rupérez, che completò il percorso in 34h56'11", precedendo lo svizzero Serge Demierre e il connazionale Marino Lejarreta.

## Tappe
| Tappa  | Data         | Percorso                                                            | km     | Vincitore di tappa  | Leader cl. generale |
| ------ | ------------ | ------------------------------------------------------------------- | ------ | ------------------- | ------------------- |
| Pr.    | 3 settembre  | Castell-Platja d'Aro > Castell-Platja d'Aro (cron. individuale)     | 3,8    | Daniel Gisiger      | Daniel Gisiger      |
| 1ª     | 4 settembre  | Castell-Platja d'Aro > L'Estartit                                   | 190,0  | Johan van der Velde | Daniel Gisiger      |
| 2ª-1   | 5 settembre  | Torroella de Montgrí > Sant Joan Despí                              | 168,0  | Johan van der Velde | Daniel Gisiger      |
| 2ª-2   | 5 settembre  | Barcellona > Barcellona                                             | 30,0   | Aad van den Hoek    | Johan van der Velde |
| 3ª     | 6 settembre  | Barcellona > Arbúcies                                               | 155,5  | Vicente Belda       | Pedro Muñoz         |
| 4ª     | 7 settembre  | Manlleu > Estanys de Tristaina (AND)                                | 180,5  | Johan van der Velde | Pedro Muñoz         |
| 5ª     | 8 settembre  | Coll de Nargó > Lleida                                              | 179,5  | Serge Demierre      | Faustino Rupérez    |
| 6ª     | 9 settembre  | Lleida > Salou                                                      | 184,3  | Guy Janiszewski     | Faustino Rupérez    |
| 7ª-1   | 10 settembre | Vilafranca del Penedès > Vilafranca del Penedès (cron. individuale) | 36,9   | Serge Demierre      | Faustino Rupérez    |
| 7ª-2   | 10 settembre | Vilafranca del Penedès > Manresa                                    | 126,0  | Ludo Peeters        | Faustino Rupérez    |
| Totale | Totale       | Totale                                                              | 1254,5 |                     |                     |

## Squadre e corridori partecipanti
| N.    | Cod. | Squadra                  |
| ----- | ---- | ------------------------ |
| 1-8   | ---  | Teka                     |
| 11-18 | ---  | TI-Raleigh               |
| 21-28 | ---  | Kelme                    |
| 31-38 | ---  | Peña Hermanos Manzaneque |
| 41-48 | ---  | Zor-Helios-Novostil      |

| N.    | Cod. | Squadra               |
| ----- | ---- | --------------------- |
| 51-58 | ---  | Cilo-Aufina           |
| 61-68 | ---  | Colchón CR-Campagnolo |
| 71-78 | ---  | Boule d'Or-Colnago    |
| 81-88 | ---  | Reynolds              |

## Dettagli delle tappe

### Prologo
- 3 settembre: Castell-Platja d'Aro – Cronometro individuale – 3,8 km[1]

Risultati
| Pos. | Corridore         | Squadra     | Tempo |
| ---- | ----------------- | ----------- | ----- |
| 1    | Daniel Gisiger    | Cilo-Aufina | 5'17" |
| 2    | Stefan Mutter     | Cilo-Aufina | a 6"  |
| 3    | Alberto F. Blanco | Teka        | s.t.  |

| Pos. | Corridore         | Squadra     | Tempo |
| ---- | ----------------- | ----------- | ----- |
| 1    | Daniel Gisiger    | Cilo-Aufina | 5'17" |
| 2    | Stefan Mutter     | Cilo-Aufina | a 6"  |
| 3    | Alberto F. Blanco | Teka        | s.t.  |

### 1ª tappa
- 4 settembre: Castell-Platja d'Aro > L'Estartit – 190,0 km[2]

Risultati
| Pos. | Corridore           | Squadra     | Tempo    |
| ---- | ------------------- | ----------- | -------- |
| 1    | Johan van der Velde | TI-Raleigh  | 5h21'52" |
| 2    | Serge Demierre      | Cilo-Aufina | s.t.     |
| 3    | Miguel María Lasa   | Zor         | s.t.     |

| Pos. | Corridore        | Squadra     | Tempo    |
| ---- | ---------------- | ----------- | -------- |
| 1    | Daniel Gisiger   | Cilo-Aufina | 5h27'09" |
| 2    | Pedro Muñoz      | Zor         | a 7"     |
| 3    | Marino Lejarreta | Teka        | a 9"     |

### 2ª tappa, 1ª semitappa
- 5 settembre: Torroella de Montgrí > Sant Joan Despí – 168,0 km[3]

Risultati
| Pos. | Corridore           | Squadra    | Tempo    |
| ---- | ------------------- | ---------- | -------- |
| 1    | Johan van der Velde | TI-Raleigh | 4h04'37" |
| 2    | Jesús Suárez Cueva  | Kelme      | s.t.     |
| 3    | Noël Dejonckheere   | Teka       | s.t.     |

### 2ª tappa, 2ª semitappa
- 5 settembre: Barcellona > Barcellona – 30,0 km[4]

Risultati
| Pos. | Corridore        | Squadra    | Tempo  |
| ---- | ---------------- | ---------- | ------ |
| 1    | Aad van den Hoek | TI-Raleigh | 44'24" |
| 2    | José Luis Laguía | Reynolds   | a 5"   |
| 3    | Jaume Vilamajó   | Kelme      | s.t.   |

| Pos. | Corridore        | Squadra     | Tempo     |
| ---- | ---------------- | ----------- | --------- |
| 1    | Daniel Gisiger   | Cilo-Aufina | 10h52'27" |
| 2    | José Luis Laguía | Reynolds    | a 6"      |
| 3    | Pedro Muñoz      | Zor         | a 7"      |

### 3ª tappa
- 6 settembre: Barcellona > Arbúcies – 155,5 km[5]

Risultati
| Pos. | Corridore           | Squadra    | Tempo    |
| ---- | ------------------- | ---------- | -------- |
| 1    | Vicente Belda       | Kelme      | 4h17'10" |
| 2    | Johan van der Velde | TI-Raleigh | a 56"    |
| 3    | Jesús Suárez Cueva  | Kelme      | s.t.     |

| Pos. | Corridore           | Squadra    | Tempo     |
| ---- | ------------------- | ---------- | --------- |
| 1    | Pedro Muñoz         | Zor        | 15h10'40" |
| 2    | Marino Lejarreta    | Teka       | a 2"      |
| 3    | Johan van der Velde | TI-Raleigh | a 7"      |

### 4ª tappa
- 7 settembre: Manlleu > Estanys de Tristaina (AND) – 180,5 km[6]

Risultati
| Pos. | Corridore           | Squadra    | Tempo    |
| ---- | ------------------- | ---------- | -------- |
| 1    | Johan van der Velde | TI-Raleigh | 5h59'44" |
| 2    | Pedro Muñoz         | Zor        | s.t.     |
| 3    | Marino Lejarreta    | Teka       | a 18"    |

| Pos. | Corridore           | Squadra    | Tempo     |
| ---- | ------------------- | ---------- | --------- |
| 1    | Pedro Muñoz         | Zor        | 21h10'24" |
| 2    | Johan van der Velde | TI-Raleigh | a 7"      |
| 3    | Marino Lejarreta    | Teka       | a 20"     |

### 5ª tappa
- 8 settembre: Coll de Nargó > Lleida – 179,5 km[7]

Risultati
| Pos. | Corridore        | Squadra     | Tempo    |
| ---- | ---------------- | ----------- | -------- |
| 1    | Serge Demierre   | Cilo-Aufina | 4h38'16" |
| 2    | Faustino Rupérez | Zor         | a 1"     |
| 3    | Marc Sergeant    | Boule d'Or  | a 16'04" |

| Pos. | Corridore        | Squadra     | Tempo     |
| ---- | ---------------- | ----------- | --------- |
| 1    | Faustino Rupérez | Zor         | 25h52'17" |
| 2    | Serge Demierre   | Cilo-Aufina | a 6'21"   |
| 3    | Pedro Muñoz      | Zor         | a 13'33"  |

### 6ª tappa
- 9 settembre: Lleida > Salou – 184,3 km[8]

Risultati
| Pos. | Corridore           | Squadra    | Tempo    |
| ---- | ------------------- | ---------- | -------- |
| 1    | Guy Janiszewski     | Boule d'Or | 4h38'42" |
| 2    | Ricardo Zúñiga      | Reynolds   | s.t.     |
| 3    | Johan van der Velde | TI-Raleigh | a 8'33"  |

| Pos. | Corridore        | Squadra     | Tempo     |
| ---- | ---------------- | ----------- | --------- |
| 1    | Faustino Rupérez | Zor         | 30h39'20" |
| 2    | Serge Demierre   | Cilo-Aufina | a 6'21"   |
| 3    | Pedro Muñoz      | Zor         | a 13'33"  |

### 7ª tappa, 1ª semitappa
- 10 settembre: Vilafranca del Penedès – Cronometro individuale – 36,9 km[9]

Risultati
| Pos. | Corridore         | Squadra     | Tempo   |
| ---- | ----------------- | ----------- | ------- |
| 1    | Serge Demierre    | Cilo-Aufina | 51'02"  |
| 2    | Marino Lejarreta  | Teka        | a 1'08" |
| 3    | Alberto F. Blanco | Teka        | a 1'24" |

### 7ª tappa, 2ª semitappa
- 10 settembre: Vilafranca del Penedès > Manresa – 126,0 km[10]

Risultati
| Pos. | Corridore      | Squadra     | Tempo    |
| ---- | -------------- | ----------- | -------- |
| 1    | Ludo Peeters   | TI-Raleigh  | 3h23'00" |
| 2    | Josef Wehrli   | Cilo-Aufina | s.t.     |
| 3    | Eulalio García | Teka        | s.t.     |

| Pos. | Corridore        | Squadra     | Tempo     |
| ---- | ---------------- | ----------- | --------- |
| 1    | Faustino Rupérez | Zor         | 34h56'11" |
| 2    | Serge Demierre   | Cilo-Aufina | a 3'32"   |
| 3    | Marino Lejarreta | Teka        | a 12'22"  |

## Classifiche finali

### Classifica generale
| Pos. | Corridore           | Squadra             | Tempo     |
| ---- | ------------------- | ------------------- | --------- |
| 1    | Faustino Rupérez    | Zor-Helios-Novostil | 34h56'11" |
| 2    | Serge Demierre      | Cilo-Aufina         | a 3'32"   |
| 3    | Marino Lejarreta    | Teka                | a 12'22"  |
| 4    | Johan van der Velde | TI-Raleigh          | a 12'43"  |
| 5    | Vicente Belda       | Kelme               | a 15'56"  |
| 6    | Alberto F. Blanco   | Teka                | a 16'58"  |
| 7    | Erwin Lienhard      | Cilo-Aufina         | a 18'37"  |
| 8    | Ismael Lejarreta    | Teka                | a 18'39"  |
| 9    | Jesús Suárez Cueva  | Kelme               | a 20'52"  |
| 10   | Ricardo Zúñiga      | Reynolds            | a 21'24"  |

### Classifica a punti
| Pos. | Corridore           | Squadra     | Punti |
| ---- | ------------------- | ----------- | ----- |
| 1    | Johan van der Velde | TI-Raleigh  | 63    |
| 2    | Serge Demierre      | Cilo-Aufina | 41    |
| 3    | Marino Lejarreta    | Teka        | 36    |

### Classifica scalatori
| Pos. | Corridore        | Squadra             | Punti |
| ---- | ---------------- | ------------------- | ----- |
| 1    | Marino Lejarreta | Teka                | 65    |
| 2    | Vicente Belda    | Kelme               | 49    |
| 3    | Ángel Arroyo     | Zor-Helios-Novostil | 35    |

### Classifica sprint
| Pos. | Corridore             | Squadra     | Punti |
| ---- | --------------------- | ----------- | ----- |
| 1    | Vicente Belda         | Kelme       | 20    |
| 2    | Juan Fernández Martín | Kelme       | 12    |
| 3    | Serge Demierre        | Cilo-Aufina | 8     |

### Classifica squadre
| Pos. | Squadra             | Tempo      |
| ---- | ------------------- | ---------- |
| 1    | Zor-Helios-Novemail | 105h27'12" |
| 2    | Cilo-Aufina         | a 4'12"    |
| 3    | Teka                | a 6'48"    |